# كفر دمرو
كفر دمرو إحدى قرى مركز المحلة الكبرى التابع لمحافظة الغربية بجمهورية مصر العربية.

## التاريخ
قرية كفر دمرو من القرى القديمة، حيث وردت باسم «ديرب» في أعمال الغربية ضمن قرى الروك الصلاحي التي أحصاها ابن مماتي في كتاب قوانين الدواوين، كما وردت باسم «ديرب» في أعمال الغربية ضمن قرى الروك الناصري التي أحصاها ابن الجيعان في كتاب «التحفة السنية بأسماء البلاد المصرية». وردت باسم «ديرب» في التربيع العثماني الذي أجراه الوالي العثماني سليمان باشا الخادم في عصر السلطان العثماني سليمان القانوني ضمن قرى ولاية الغربية، وفي تاريخ 1228هـ/1813م الذي عدّ قرى مصر بعد المسح الذي قام به محمد علي باشا باسم «ديرب» ضمن قرى مديرية الغربية. غير الاسم إلى كفر دمرو في سنة 1272هـ/1856م نظرًا لمجاورة القرية لقرية دمرو الخمارة.

## التعليم
تصل نسبة الأمية في القرية إلى 51% بين من تجاوزوا العاشرة من عمرهم، بينما تصل نسبة من حصلوا على تعليم جامعي إلى 2.27% من جملة السكان.

## السكان
بلغ عدد سكان كفر دمرو 13,929نسمة حسب تقدير عام 2018.
| السنة  | 1882 | 1897 | 1907 | 1927 | 1960 | 1976 | 1986 | 1996 | 2006  | 2018   |
| ------ | ---- | ---- | ---- | ---- | ---- | ---- | ---- | ---- | ----- | ------ |
| القرية | 708  | 889  | 1121 | 1636 | 3720 | 4332 | 5620 | 7651 | 8,947 | 13,929 |